# 中野出入口
中野出入口（なかのでいりぐち）は、大阪府東大阪市にある阪神高速道路13号東大阪線の出入口。環状線方面のみの出入口のハーフICである。

## 道路
- 阪神高速13号東大阪線

## 接続する道路
- 国道308号
- 大阪府道21号八尾枚方線（河内中野南交差点）

## 周辺
- 荒本駅
- 東大阪市役所
- 大阪府立中央図書館
- 河内総合病院
- アーバンリサーチ
- フレンドリー

## 隣
阪神高速13号東大阪線
(13-04)長田出入口/TB（TBは西行のみ） - (13-05)東大阪JCT/(13-06)東大阪荒本出入口 - (13-07)中野出入口 - (13-08)水走出入口

## 備考
- 出入口ともに追越車線側に接続している。特に出口（東行き）は緩い左カーブの先にあるために防音壁が邪魔をして見通しが悪く、注意しないと出口渋滞の車列に追突する恐れがある。